# 林偉儔
林偉儔（1905年4月15日—1998年2月12日），又名濟泉，出生於廣東省台山縣水步鎮大嶺鄉興隆村。國民革命軍陸軍中將，出身自黃埔軍校第4期，曾任國民革命軍第151師師長、中華民國國軍第六十二軍軍長兼天津防守副司令。獲頒青天白日勳章。

## 家族
父親德慎，母親黃順。他原有兩個哥哥、兩個姐姐、一個妹妹，他排行第五，大哥、二哥先後因病夭折。

## 年表
- 1913年：八歲開始在本村私塾讀書。
- 1919年：考入台山縣立師範學校。
- 1922年：在台山縣立師範學校畢業。後受聘到本縣五十區培元小學任教師。
- 1925年：考入黃埔軍校
- 1929年：進入法國法尔曼航空学校。
- 1932年：返國擔任廣東空軍第一隊飛行員。
- 1934年：返回陸軍擔任中校營長。
- 1937年：参加淞滬會戰，戰後升為少将旅長兼團長。在南京保卫战中因帶領部隊撤退有功，獲頒青天白日勋章。
- 1946年：升任陆军六十二军中将军长，並擔任天津警備司令、天津防守副司令。
- 1949年：於平津會戰中遭共軍俘虜，後被送往秦城改造。
- 1961年：獲特赦。
- 1962年：返回廣東擔任文史專員。
- 1980年：獲中央批准，遷居至加拿大與家人團聚。
- 1998年：於加拿大多倫多逝世，享年93歲。